# William Fall
William Fall (26 tháng 10 năm 1900 – 1965) là một cầu thủ bóng đá người Anh thi đấu ở vị trí wing half cho Sunderland.